# Curaçao zászlaja
A két csillag Curaçao és Klein Curaçao szigeteit képviseli. A béke és a boldogság szimbólumai is. A csillagok öt ága az öt kontinensre utal, ahonnan idejöttek az emberek, hogy benépesítsék a szigeteket.
A kék a nép lojalitását jelképezi. A felső kék sáv az eget, az alsó pedig a tengert „ábrázolja”. A sárga sáv a trópusi napsütésre és Curaçao népének vidám karakterére utal.